# Агматин
Агматин, також відомий як 4-амінобутилгуанідин, — хімічна речовина, яка природним чином створена з амінокислоти аргініну.
Було показано, що агматин чинить модуляторну дію на численні молекулярні мішені, зокрема: системи нейромедіаторів, іонні канали, синтез оксиду азоту (NO) і метаболізм поліамінів, і це забезпечує основу для подальших досліджень потенційних застосувань. Виявлено, агматин присутній в тілі ссавців, а серед продуктів харчування агмантину відносно багато в ферментованих продуктах та проростках деяких рослин.
Був відкритий у 1910 році Альбрехтом Косселем.

## Історія
Термін агматин походить від суфікса A- (для аміно-) + g- (від гуанідину) + -ma- (від птомаїну) + -in (німецька)/-ine (англійська) зі вставкою -t-, ймовірно, для евфонії. Через рік після відкриття було виявлено, що агматин може посилити кровообіг у кроликів; однак фізіологічна релевантність цих результатів була поставлена під сумнів, враховуючи необхідні високі концентрації (високий діапазон мкМ). У 1920-х роках дослідники в клініці діабету Оскара Мінковського показали, що агматин може мати легкий гіпоглікемічний ефект. У 1994 році було виявлено ендогенний синтез агматину у ссавців.

## Метаболічні шляхи

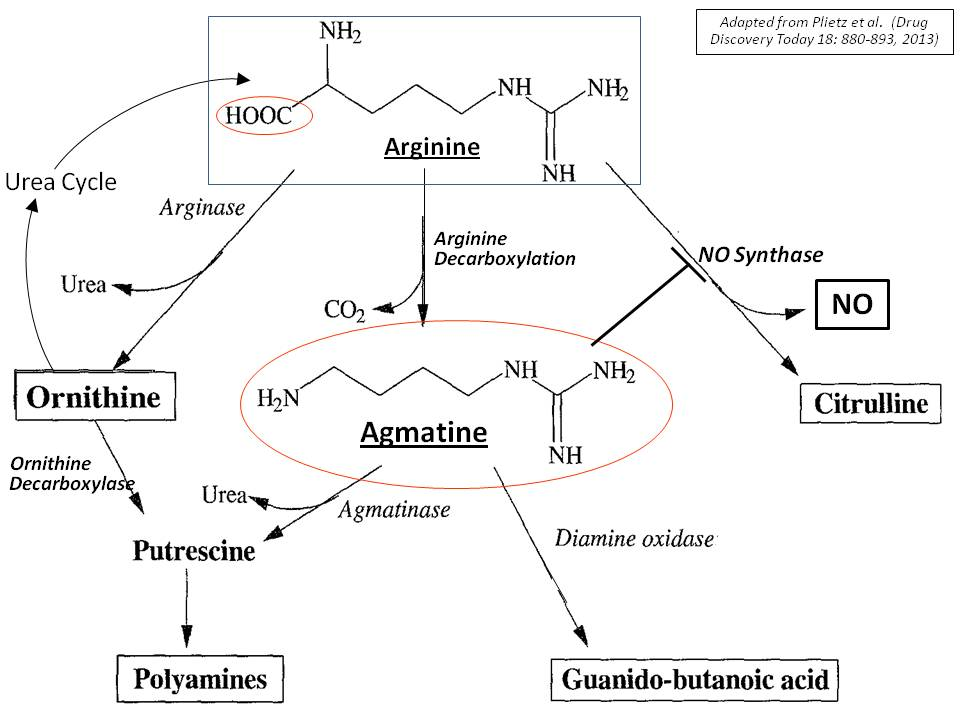
Метаболічні шляхи агматину

Біосинтез агматину шляхом декарбоксилювання аргініну має хороші можливості для конкуренції з основними аргінін-залежними шляхами, а саме: метаболізмом азоту (цикл сечовини) та синтезом поліаміну та оксиду азоту (NO) (див. ілюстрацію «Метаболічні шляхи агматину»). Деградація агматину відбувається головним чином шляхом гідролізу, який каталізується агматиназою до сечовини та путресцину, попередника діаміну в біосинтезі поліаміну. Альтернативним шляхом, головним чином у периферичних тканинах, є каталізоване діаміноксидазою окислення до агматин-альдегіду, який, своєю чергою, перетворюється альдегіддегідрогеназою в гуанідинобутират і виділяється нирками.

## Механізми дії
Агмантин привернув значну увагу в галузях фізіології, біохімії та медицини через його багатогранний вплив на здоров'я людини. Розуміння механізмів дії, що лежать в основі фізіологічного впливу агмантину, має вирішальне значення для розкриття його потенціалу як терапевтичного засобу при різних захворюваннях. У цьому розділі розглядаються складні шляхи, через які агмантин впливає на фізіологію людини, охоплюючи його роль у передачі сигналів оксиду азоту, модуляції рецепторів N-метил-D-аспартату (NMDA), протизапальну дію, чутливість до інсуліну, клітинну передачу сигналів, окислювальну дію. стрес, ендокринна система.
Було виявлено, що агматин здійснює модулюючу дію прямо чи опосередковано на кілька ключових молекулярних мішеней, що лежать в основі механізмів клітинного контролю, які мають кардинальне значення для здоров'я чи в механізмах розвитку хвороб. Вважається, що він здатний надавати свої модулюючі дії одночасно на кілька цілей.
Наступний план вказує на категорії механізмів впливу агмантину та ідентифікує їхні молекулярні мішені:
- Рецептори нейромедіаторів та рецепторні іонофори. Нікотиновий, імідазоліновий I1 і I2, α2-адренергічний (немає внутрішньої активності — ні агоніст, ні антагоніст), глутаматний NMDAr і серотоніновий рецептори 5-HT2A і 5HT-3. Було продемонстровано нейропротекторну дію агмантину через модуляцію рецептора NMDA, що проливає світло на його потенціал при неврологічних розладах.[10][11][12][13]
- Іонні канали, включаючи: чутливі до АТФ K+ канали, напругозалежні Ca 2+ канали та кислоточутливі іонні канали (ASIC).
- Мембранні транспортери[en]. Специфічно-селективні сайти поглинання агматину, транспортери органічних катіонів (переважно підтип OCT2), екстранейрональні моноамінні транспортери (ENT), поліамінні транспортери та мітохондріальна система специфічного селективного транспорту агматину.
- Модуляція синтезу оксиду азоту (NO). Повідомляється як про диференціальне інгібування, так і про активацію ізоформ NO-синтази (NOS).[14][15] Було показано, що агмантин модулює передачу сигналів оксиду азоту (NO) шляхом взаємодії з ферментами синтази оксиду азоту (NOS), впливаючи на функцію судин і регуляцію артеріального тиску та кровопостачання тканин.[16][10]
- Метаболізм поліамінів. Агматин є попередником синтезу поліаміну, конкурентним інгібітором транспорту поліаміну, індуктором спермідин/спермінацетилтрансферази (SSAT) та індуктором антизиму.
- АДФ-рибозилювання білків. Інгібування АДФ-рибозилювання білка аргініну.
- Матричні металопротеази (ММР). Непряме пригнічення ферментів MMP 2 і 9.
- Розширене утворення кінцевого продукту глікації (AGE). Пряма блокада утворення AGEs.
- НАДФН-оксидаза . Активація ферменту, що призводить до виробництва H 2 O 2.[17]

## Фармакокінетика
Агматин присутній у невеликих кількостях у харчових продуктах рослинного, тваринного та рибного походження, а виробництво кишковою мікробіотою є додатковим джерелом агматину. Оральний агматин всмоктується зі шлунково-кишкового тракту і легко розподіляється по всьому організму. Швидке виведення з органів, не пов'язаних із головним мозком, проковтнутого (неметаболізованого) агматину нирками вказує на період напіввиведення з крові приблизно 2 години. Крім того, агматин є нейромодулятором, тобто це речовина, яка модулює хімічну передачу інформації між нервовими клітинами, ланцюгами, ансамблями та мережами.

## Дослідження
Було запропоновано ряд потенційних медичних застосувань агматину.

### Серцево-судинні
Агматин викликає легке зниження частоти серцевих скорочень і артеріального тиску, ймовірно, шляхом активації як центральної, так і периферичної систем контролю за допомогою модуляції кількох його молекулярних мішеней, включаючи: підтипи імідазолінових рецепторів, вивільнення норадреналіну та виробництво NO.

### Регуляція глюкози
Гіпоглікемічний ефект агматину є результатом одночасної модуляції кількох молекулярних механізмів, залучених до регуляції рівня глюкози в крові.

### Функції нирок
Показано, що агматин підвищує швидкість клубочкової фільтрації (ШКФ) і має нефропротекторний ефект.

### Нейротрансмісія
Агматин розглядається як нейромедиатор та нейромодулятор. Він синтезується в мозку, зберігається в синаптичних везикулах, накопичується шляхом поглинання, вивільняється шляхом деполяризації мембрани та інактивується агматиназою. Агматин зв'язується з сайтами зв'язування α2-адренергічного рецептора та імідазолінового рецептора, а також блокує NMDA-рецептори та інші канали, керовані катіонним лігандом. Однак, попри те, що агматин зв'язується з α2-адренорецепторами, він не чинить ні агоністичної, ні антагоністичної дії на ці рецептори, не маючи жодної внутрішньої активності.
За винятком ідентифікації специфічних («власних») постсинаптичних рецепторів, агматин насправді відповідає критеріям Генрі Дейла для нейромедіатора і, отже, вважається нейромодулятором і котрансмітером. Існування теоретичних нейронних систем, опосередкованих агматинергією, ще не було продемонстровано, хоча існування таких рецепторів мається на увазі через їх значущість у посередництві як центральної, так і периферичної нервової системи. Дослідження специфічних для агматину рецепторів і шляхів передачі тривають.
Завдяки своїй здатності проходити через відкриті катіонні канали, агматин також використовувався як сурогатний показник інтегрованого іонного потоку в нервову тканину після стимуляції. Коли нервова тканина інкубується в агматині та застосовується зовнішній стимул, лише клітини з відкритими каналами будуть заповнені агматином, що дозволяє визначити, які клітини чутливі до цих стимулів, і ступінь, до якої вони відкрили свої катіонні канали під час періоду стимуляції.

### Аналгезія
Системне введення агматину може посилити опіоїдну аналгезію та запобігти толерантності до хронічного купування болі морфіном у лабораторних гризунів. З того часу сукупні докази показують, що агматин пригнічує опіоїдну залежність і рецидив у кількох видів тварин.
Досліджується його аналгезуючий ефект при нейропатичних болях.

## Додаткова література
- Wilcox, G.; Fiska, A.; Haugan, F.; Svendsen, F.; Rygh, L.; Tjolsen, A.; Hole, K. (2004). Central sensitization: The endogenous NMDA antagonist and NOS inhibitor agmatine inhibits spinal long term potentiation (LTP). The Journal of Pain. 5 (3): S19. doi:10.1016/j.jpain.2004.02.041.
- Molderings, Gerhard J.; Haenisch, Britta (1 березня 2012). Agmatine (decarboxylated l-arginine): Physiological role and therapeutic potential. Pharmacology & Therapeutics 133 (3). doi:10.1016/j.pharmthera.2011.12.005.